# 원통좌표계

원점 O, 극축 A, 경도축 L 을 나타낸 원통좌표계. 사진의 점은 반지름 거리 ρ = 4, 방위각 φ = 130°, 높이 z = 4 를 성분으로 가지는 점이다.

원통좌표계 (cylindrical coordinate system)는 다음 세 가지 변수로 3차원 공간의 점을 나타내는 좌표계이다.
- 기준 축으로부터 거리 (사진의 축 L)
- 기준 방향에 대한 각도 (축 A의 방향)
- 기준 평면에 대한 거리 (보라색 면을 포함하는 평면)

마지막 변수는 점이 기준 평면의 위 또는 아래에 있는지에 따라 양수와 음수의 값을 가질 수 있다.
좌표계의 원점은 세 좌표가 모두 0의 값을 가지는 점이다. 이것은 기준 평면과 축 사이의 교점이다. 가운데의 축은 극축과 구별하기 위해서 원통축 혹은 경도축의 다양한 이름으로 불리는데, 극축은 원점에서 시작해 기준 방향을 가리키는 선이다. 세로축에 수직인 다른 방향들은 극을 통과하는 선이라고 불린다.
축으로부터의 거리는 반지름 거리 또는 반지름이라고 할 수 있으며, 각을 나타내는 성분은 방위각이라고 한다. 반지름과 방위각을 합쳐서 극 좌표라고 하는데, 이는 원통좌표계의 임의의 점을 지나고, 기준 평면과 평행한 평면에서의 이차원 극좌표계이다. 세 번째 좌표는 높이 또는 고도(기준 평면이 수평인 경우), 경도 위치 또는 축 위치라고 부를 수 있다.
원통좌표계는 긴 축을 중심으로 회전 대칭을 가지는 물체나 현상을 분석할 때 유용하다. 예를 들어, 원형 단면을 가진 직선 파이프에서의 물의 흐름, 금속 실린더 내의 열 분포, 긴 직선 도선에서 전류에 의해 생성되는 자기장, 천문학에서의 강착 원반 등이 이에 해당한다.
원통좌표계는 때때로 원통 극좌표계 (cylindrical polar coordinates), 극 원통좌표계 (polar cylindrical coordinates)로 불리며, 은하에서 별들의 위치를 특정하기 위해 쓰이기도 한다. 이 경우 은하 중심 원통좌표계 (galactocentric cylindrical coordinates)라고 한다.

## 정의
점 P의 세 좌표 (ρ, φ, z)는 다음과 같이 정의된다.
- z축과의 유클리드 거리 ρ (반지름)
- 원점과 기준 평면 위로의 P의 정사영을 잇는 선분, 기준 방향 사이의 각 φ (방위각)
- 기준 평면에서 점 P까지의 부호가 있는 거리 z (높이)

일반적으로, 기준 평면의 위에서 바라봤을 때 반시계 방향으로 방위각을 측정한다.

### 원통좌표계를 이용한 점의 표시
극좌표계와 마찬가지로, 원통좌표계에서는 하나의 점을 표현하는 방법이 무수히 많다. 한 점은 (ρ, φ ± n×360°, z) 또는 (−ρ, φ ± (2n + 1)×180°, z)  로 나타낼 수 있으며, (n은 임의의 정수) ρ= 0 일 때 방위각은 어떠한 값이든 상관이 없다.
각 점을 고유한 좌표로써 나타내려고 하는 경우, 반지름 ρ와 방위각 φ를 각각 음이 아닌 수 (ρ ≥ 0) 와 [−180°,+180°] 또는 [0,360°] 과 같이 360°를 회전하는 구간으로 범위를 제한할 수 있다.

### 표기법
원통좌표계의 표기법은 정해져 있지 않다. ISO 31-11에서는 (ρ, φ, z)를 권장하며, 여기서 ρ는 반지름, φ는 방위각, z는 높이를 나타낸다. 그러나 반지름은 r 또는 s로, 방위각은 θ 또는 t로, 높이는 h로 표시되거나, 원통축이 수평으로 간주되는 경우 x 또는 상황에 맞는 다른 문자로 표시되기도 한다.

## 좌표계의 변환
원통 좌표계와 데카르트 좌표계 간의 변환을 위해 기준 평면을 데카르트 xy-평면 (z = 0 일 때) 으로 가정하고, 원통축을 데카르트 {mvar|z}}-축으로 가정하는 것이 편리하다. 그러면 z-좌표는 두 시스템에서 동일하기 때문에 원통 좌표 (ρ, φ, z) 와 데카르트 좌표 (x, y, z) 간의 대응은 극좌표계와 데카르트 좌표의 대응과 같게 된다.
원통좌표계를 데카르트 좌표계로 변환할 때는
{\displaystyle {\begin{aligned}x&=\rho \cos \varphi \\y&=\rho \sin \varphi \\z&=z\end{aligned}}}
와 같고, 반대 방향으로는
{\displaystyle {\begin{aligned}\rho &={\sqrt {x^{2}+y^{2}}}\\\varphi &={\begin{cases}{\text{indeterminate}}&{\text{if }}x=0{\text{ and }}y=0\\\arcsin \left({\frac {y}{\rho }}\right)&{\text{if }}x\geq 0\\-\arcsin \left({\frac {y}{\rho }}\right)+\pi &{\mbox{if }}x<0{\text{ and }}y\geq 0\\-\arcsin \left({\frac {y}{\rho }}\right)+\pi &{\mbox{if }}x<0{\text{ and }}y<0\end{cases}}\end{aligned}}}
와 같다.
arcsin 함수는 sin 함수의 역함수이며, 치역은 일반적으로 [−⁠π/2⁠, +⁠π/2⁠] = [−90°, +90°] 에 속한다. 위의 공식들은 방위각 φ를 [−90°, +270°] 구간으로 변환한다.
치역이 [−⁠π/2⁠, +⁠π/2⁠] = [−90°, +90°]에 속하는 arctan 함수를 사용하면 ρ를 먼저 계산하지 않고도 방위각 φ를 계산할 수 있다.
{\displaystyle {\begin{aligned}\varphi &={\begin{cases}{\text{indeterminate}}&{\text{if }}x=0{\text{ and }}y=0\\{\frac {\pi }{2}}{\frac {y}{|y|}}&{\text{if }}x=0{\text{ and }}y\neq 0\\\arctan \left({\frac {y}{x}}\right)&{\mbox{if }}x>0\\\arctan \left({\frac {y}{x}}\right)+\pi &{\mbox{if }}x<0{\text{ and }}y\geq 0\\\arctan \left({\frac {y}{x}}\right)-\pi &{\mbox{if }}x<0{\text{ and }}y<0\end{cases}}\end{aligned}}}
다른 공식들을 보려면 극좌표계 문서를 참고하여라.
많은 현대 프로그래밍 언어에서는 위에서 설명한 조건을 주어진 x와 y에 대해 분석하지 않고도 올바른 방위각 φ를 (−π, π) 범위에서 계산하는 함수를 제공한다. 예를 들어, C 언어에서는 이 함수가 atan2(y, x)로 호출되며, Common Lisp에서는 (atan y x)로 호출된다.

## 단위벡터
각 단위벡터의 데카르트 좌표에서의 표현은 다음과 같다.
{\displaystyle {\hat {\mathbf {r} }}={\frac {\frac {d\mathbf {r} }{dr}}{\left|{\frac {d\mathbf {r} }{dr}}\right|}}={\begin{bmatrix}\cos \theta \\\sin \theta \\0\end{bmatrix}}}
{\displaystyle {\hat {\mathbf {\theta } }}={\frac {\frac {d\mathbf {r} }{d\theta }}{\left|{\frac {d\mathbf {r} }{d\theta }}\right|}}={\begin{bmatrix}-\sin \theta \\\cos \theta \\0\end{bmatrix}}}
{\displaystyle {\hat {\mathbf {z} }}={\frac {\frac {d\mathbf {r} }{dz}}{\left|{\frac {d\mathbf {r} }{dz}}\right|}}={\begin{bmatrix}0\\0\\1\end{bmatrix}}}

## 유용한 공식들
부피 요소
{\displaystyle \,{dV}=rdrd\theta dz}
라플라시안
{\displaystyle \nabla ^{2}={\frac {1}{r}}{\frac {\partial }{\partial r}}r{\frac {\partial }{\partial r}}+{\frac {1}{r^{2}}}{\frac {\partial ^{2}}{\partial \theta ^{2}}}+{\frac {\partial ^{2}}{\partial z^{2}}}}